# Шиц, Антон Осипович
Барон Антон Осипович Шиц (Шитц) (?—1810) — русский военачальник, генерал от кавалерии.

## Биография
Дата рождения и вступления в военную службу — неизвестны.

### Военная деятельность
28 июня 1783 года бригадир барон Антон Осипович Шиц был назначен командиром Таврического легкоконного полка Екатеринославской конницы, сформированного из существовавшего ранее Славянского поселенного гусарского полка. 
Франсиско Миранда, бывший в Крыму в свите Г. А. Потёмкина в январе 1787 года во время подготовки к Таврическому вояжу Екатерины II, писал: "Там [в Старом Крыму] ... размещается полк легкой кавалерии, именуемый Таврическим. Командует им один немец, г-н Шютц, чья жена отличилась тем, что, переодетая в мужское платье, сопровождала его в походе и была дважды ранена. Ее внешность несколько мужеподобна.". 
В 1787 году, во время путешествия Екатерины II по Югу России барон Шиц представил ЕИВ сформированный полк. Запись в «Журнале Высочайшему Ея Императорского Величества путешествию…»: «Мая 27, благоугодно было Ея И.В. и Графу Фалкенштейну, выехав из Карасубазара по полудни в 2 часа, продолжать путь через Меллек 17, речку Андал 13, в Старый-Крым 18 верст, куда прибыть изволили в 7 часу вечера. При Андале стоявший в строю легкоконный Константиноградский полк и при въездах в Старый Крым легкоконный Таврический полк отдавали честь  с преклонением штандартов, били  в литавры и играли на трубах; когда же настала ночь, то сад прилегающий к дому для Высочайшего пребывания изготовленному и вся окружность были иллюминированы. Мая 28, Всемилостивейшая Государыня и Граф Фалкенштейн изволили ездить в город Феодосию... ...В сей день  Ея В., возложен орден св. Владимира 3-й степени на бригадира Шица легкоконным Таврическим полком командующего, в воздаяние отличной и ревностной его службы».
В 1790 году, сдав полк полковнику С. Ф. Годлевскому, принял под своё командование Таврический егерский корпус, с которым принимал участие в штурме и взятии Анапы.
29 ноября 1796 года указом Императора Павла Первого Таврический конно-егерский полк в связи с сокращением кавалерии был расформирован. Офицеры и солдаты в большинстве своём были отправлены в отставку или переведены дослуживать в другие полки. Создателю и первому командиру полка — барону Антону Осиповичу Шицу — за примерную службу в начале 1790-х годов были пожалованы дачи Гасанбай и Карагоз Феодосийского уезда.
А. О. Шиц был участником русско-турецкой войны 1787—1791 годов.
С 1789 года — генерал-майор, с 29.11.1797 — генерал-лейтенант, с 15.04.1799 — генерал от кавалерии.
В период 29.11.1796 — 07.03.1800 — шеф Ольвиопольского гусарского полка.
Умер 15 октября 1810 года в Феодосии.
Всех умерших защитников Севастополя в период Крымской войны 1853—1856 годов хоронили на горе Дорткуль на окраине города Карасубазара. В прошлом на вершине этой горы хоронили знатных вельмож и военачальников, тогда там стояла часовня. Сейчас на вершине горы находится башня-ретранслятор. В 1981 году при подготовке фундамента для неё рыли котлован, в котором обнаружили склеп, где были захоронены мужчина и женщина. В дальнейшем по регалиям, по левой ключице, перерубленной саблей, и на основе архивных материалов было установлено, что в этом склепе был похоронен екатерининский генерал, барон фон Шиц Антон Осипович, гусарский полк которого был расквартирован в Карасубазаре. В 1824 году в этом же склепе была похоронена родственница генерала — баронесса Юлия Крюденер.

## Награды
- Награждён орденом Св. Георгия 3-го класса № 92, 19 февраля 1792 — «Во уважение на усердную службу, мужественные поступки и отличную храбрость, оказанныя во время взятия штурмом корпусом под начальством генерала Гудовича города Анапы с истреблением находившагося там неприятеля»[8].
- Также был награждён другими орденами Российской империи.